# Paul Zerling
Paul Gustav Zerling, född 7 april 1890 i Sånga församling i Stockholms län, död 16 maj 1972 i Stockholm, var svensk friidrottare (sprint- och häcklöpning) och skridskoåkare. Han tävlade i friidrott för AIK. 
Han hade det svenska rekordet på 110 meter häck 1912 till 1918 och på 400 meter häck 1914 till 1916.
Vid de Olympiska sommarspelen 1912 i Stockholm, var han med i det svenska laget i stafett 4 x 400 meter. Laget slogs dock ut i försöken. Zerling deltog också i den individuella tävlingen på 400 meter men slogs ut i semifinalen.
Han vann SM-guld på 110 meter häck 1915 och på 400 meter häck 1914 och 1915. Han var även med i det segrande stafettlaget på 4 x 400 m vid SM 1912 och 4 x 100 m 1913.